# Часів Яр
Ча́сів Яр — місто в Україні, в Бахмутському районі Донецької області. Адміністративний центр Часовоярської міської громади. 2011 року населення складало 14 тис. осіб. Статус міста отримано 1938 року.

## Географія
Місто розташоване за 10 км від Бахмуту, до обласного центру приблизно 65 км.
До Часовоярвської міської громади входить 2 села та 1 селище, а саме село Григорівка, село Богданівка та селище Калинівка, докладніше про Часовоярвську міську громаду.
У місті є кілька ставків — Дніпровський, Центральний, Хлібопекарський та Ставок 30-річчя. Крім того, через місто тече Канал Сіверського Донця.

## Історія
За даними 1859 року Грузьке (Плещеєве), панське село, над Грузькою, 16 господ, 114 осіб.
Місто постраждало внаслідок Голодомору 1932—1933 років: кількість встановлених жертв — 387 людей.

## Часів Яр під час Другої світової війни
Під час Другої світової війни Часів Яр був під окупацією німецьких військ, які захопили місто 28 жовтня 1941 року. Протягом перших двох днів окупації відбувався масова крадіжка речей німцями у місцевого населення. На третій день з'явилася окупаційна влада у вигляді бургомістра Ахматенка та групи поліцейських. Міська управа знаходилася у будівлі школи імені Орджонікідзе, а на вулиці Горького розташовувалося відділення гестапо.
Для німецьких солдат був влаштований "міський театр" у будівлі клубу Новошамотного заводу, де проводилися кіносеанси. У діючих під час окупації протягом 1942-1943 років велику увагу приділялося вивченню німецької мови, у класах були розміщені портрети Гітлера.
Окупаційна влада ввела у місті комендантську годину з 8 години вечора, зобов'язала мешканців дотримуватися режиму світломаскування, здати всі радіоприймачі. Всі працездатні були зобов'язані зареєструватися на біржі праці. Обліком громадян займався паспортний стіл.
У першу зиму німецької окупації у квартирах і приватних будинках не було електрики та води. Місцеве населення не мало ніяких коштів для існування. Люди направлялися за декілька кілометрів до сусідніх сіл, що виміняти хоч декілька продуктів для себе.
Навесні 1943 року німецькі спеціалісти на Часівоярському вогнетривкому комбінаті намагалися відновити власне виробництво. Але преси були виведені з ладу та зібрати їх не вдалося.
Мешканців Часового Яру примусово виводили маршем під наглядом німецьких конвоїрів на дорожні та інші роботи. З березня 1942 року відбувалося примусове вигнання хлопців та дівчат на роботу до Німеччини.
З Часового Яру до Бахмута протягом січня-березня 1942 року було вигнано та страчено у алібастровій шахті більше 60 сімей євреїв.
Перед звільненням Часового Яру 5 вересня 1943 року солдатами 266-ї і 279-ї стрілкових дивізій, а також 1001-м стрілковим полком Радянської армії, гітлерівці намагалися максимально знищити ту інфраструктуру, яка на той момент залишалася цілою. Внаслідок тяжких боїв залишки Часового Яру були перетворені на руїни.

## Часів Яр під час російсько-української війни
11 травня 2014 року у місті був проведений псевдореферендум щодо створення так званої «Донецької народної республіки». Його ключовим організатором був Юрій Карпеченко, який працював звичайним водієм автобуса. Через два місяці, 11 липня 2014 року, Збройні сили України ліквідували колаборанта.
9 липня 2022 року російськими обстрілами міста був знищений вокзал і частково зруйновано два п'ятиповерхові будинки.
За попередніми даними удар був завданий балістичними ракетами ОТРК «Іскандер».
Один із будинків, у який влучили російські окупанти, — це гуртожиток, де перебували цивільні люди. Було повністю знищено два під'їзди.
Рятувальні та пошукові роботи були завершені вранці 14 липня 2022 року. З-під завалів дістали 48 тіл загиблих, серед них одна дитина. Врятувати вдалось 9 постраждалих.
Через війну населення міста впало в 15 разів. Станом на 1 вересня 2024 року в Часовому Яру перебуває близько 496 людей. Переважно, це пенсіонери, які відмовляються від евакуації. Решта населення числяться як ВПО.
В січні 2025 24-та окрема механізована бригада імені короля Данила опублікувала відео Часового Яру з пташиного польоту на якому видно, що не залишилось жодної вцілілої будівлі . Також стало відомо, що станом на січень 2025 ЗСУ контролювало 30% території міста, а територія Часівоярського вогнетривкого комбінату була захоплена ворогом.
Намагання захопити стратегічно важливе місто коштували російській армії надзвичайно дорого. За даними ОТУ «Луганськ», за рік оборони Часового Яру (квітень 2024 — квітень 2025) втрати противника склали:
- Особовий склад: 3301 вбитий («безповоротні втрати») та 5107 поранених («санітарні втрати») — загалом понад 8400 осіб.
- Танки: Знищено 44 одиниці.
- Бойові броньовані машини (ББМ): Знищено 167 одиниць.
- Артилерійські системи: Знищено 139 одиниць.
- Засоби РЕБ: Знищено 24 одиниці.
- РСЗВ: Знищено 3 одиниці.

Автомобільний транспорт: Знищено 693 одиниці.
- БПЛА: Знищено 7736 одиниць.

## Населення
За даними перепису 2001 року, населення міста становило 16 767 осіб, із них 52,39 % зазначили рідною мову українську, 46,62 % — російську, 0,16 % — вірменську, 0,14 % — циганську, 0,10 % — білоруську, 0,06 % — румунську, 0,01 % — грецьку, гагаузьку та німецьку мови.
Станом на вересень 2024 в місті залишилося 496 жителів .

## Економіка
У Часовому Ярі за радянських часів був найбільший в Україні й один із найбільших в СРСР комбінат вогнетривких виробів, який виник на базі багатого родовища високоякісних вогнетривких глин (площа родовища бл. 2000 га, почато експлуатацію у 1880-х роках); випускає широкий асортимент вогнетривких виробів.
Інші заводи: Часовоярський ремонтний завод, залізобетонних виробів та дослідно-експериментальний.
У місті діє краєзнавчий музей.

## Відомі люди
- Гагін Віктор Іванович (1934—2016) — письменник і краєзнавець.
- Шамшур Анатолій Іванович (1924—1943) — Герой СРСР.
- Брагіна Людмила Лазарівна (нар. 1938) — радянський матеріалознавець[14].
- Кобзон Йосип Давидович (1937—2018) — радянський і російський естрадний співак, політичний та громадський діяч.
- Ландік Володимир Іванович (нар. 1949) — український політик.

## Пам'ятки

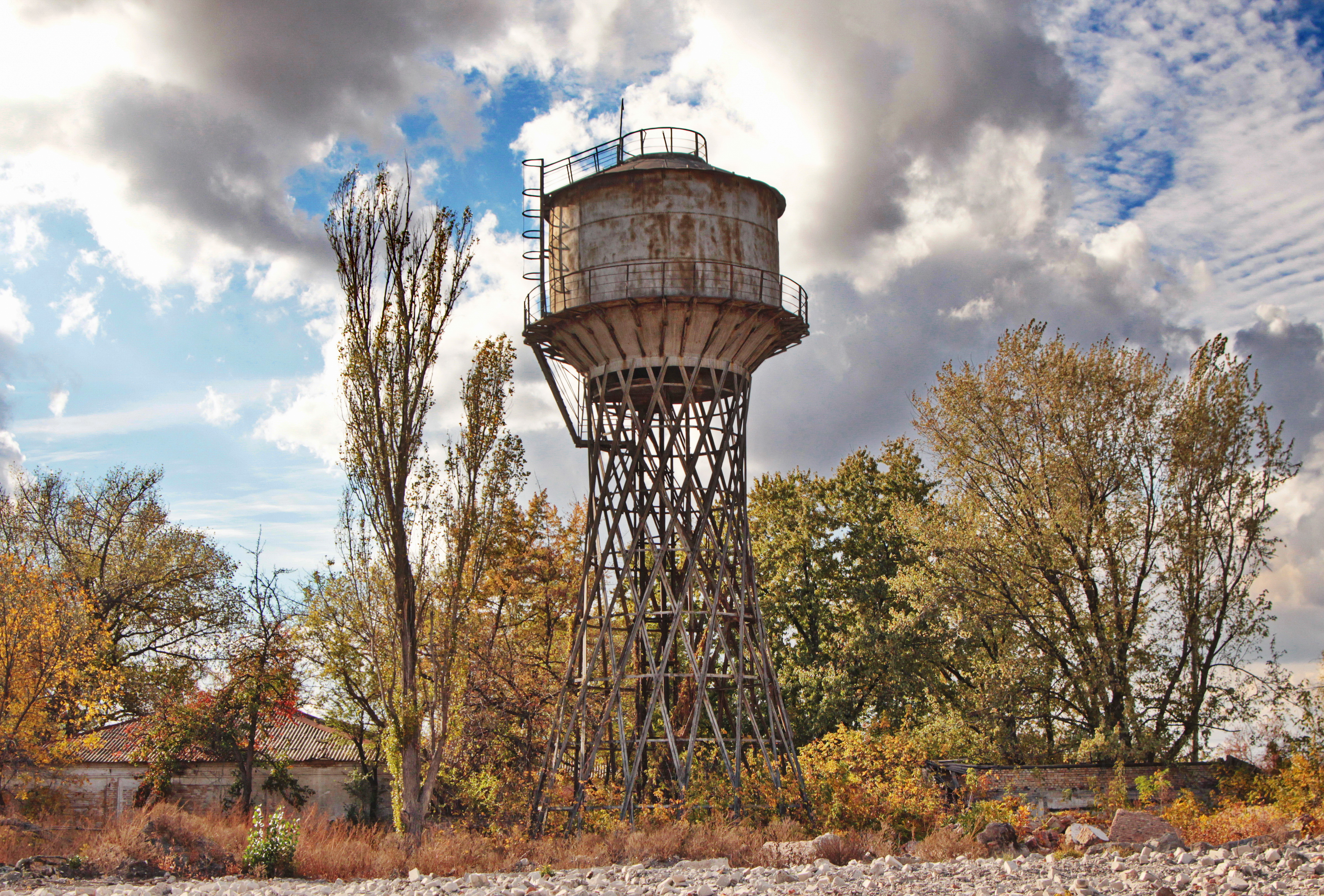
Вежа Шухова

Пам'ятник воїнам-афганцям біля будинку культури

- Водонапірна вежа Шухова, яка розташована на території ПАТ «Часівоярський вогнетривкий комбінат». 5 листопада 2019 її внесено до Переліку як щойно виявлений об'єкт науки і техніки за категорією національного значення[15]. Водонапірна башта в м. Часів Яр — це єдиний витвір видатного інженера В. Шухова, який донедавна зберігався на сході України.
- Скіфський курган, на якому встановлено триангуляційну вежу, що слугує вказівником географічних координат на місцевості.
- Ботанічний заказник «Рідкодуб'я» — заснований 1972 року і налічує більше сотні дубів, віком від 200 до 400 років[16].